# Dynamic scattering mode
Der dynamic scattering mode (DSM, dt. dynamischer Streumodus) ist das Funktionsprinzip der ersten kommerziell verfügbaren Flüssigkristallbildschirme. Dieses Prinzip wurde 1967 von George H. Heilmeier entwickelt.
Dabei wird eine zwischen zwei transparenten Elektroden befindliche nematische Flüssigkristallschicht durch Anlegen einer elektrischen Spannung in eine turbulente Bewegung versetzt. Dadurch tritt an der Flüssigkeit starke Lichtstreuung auf. Sie wechselt von einem transparenten Zustand in eine milchig aussehende Flüssigkeit. Damit können einzelne Pixel eines Displays geschaltet werden.

## Einzelnachweis
1. ↑  Patent  US3499112: Electro-Optical Device. Angemeldet am 31. März 1967, veröffentlicht am 3. März 1970, Erfinder: George H. Heilmeier.‌